# Georges et Louis racontent
Georges et Louis racontent est le premier album de la série Georges et Louis romanciers créé par Daniel Goossens. Il est prépublié dans le magazine Fluide glacial en 1993 et édité en album la même année. En 2011, il fait l'objet d'une réédition en format plus large.

## Synopsis
Georges et Louis sont deux romanciers qui travaillent dans le même bureau. Louis fait part à Georges de ses idées de romans.

## Scènes
L'album est divisé en plusieurs saynètes pouvant être lues aussi bien à la suite que de façon indépendante.
- Georges et Louis romanciers (1)
- La vengeance exténuante
- Les règles du roman
- L'étincelle du génie
- Georges et Louis romanciers (2)
- Georges et Louis romanciers (3)
- Robin des monastères
- Intrigues au monastère
- Le peuple des hommes-oiseaux
- La fin du peuple des hommes-oiseaux
- Georges et Louis romanciers (4)
- Georges et Louis romanciers (5)